# Amburbi
L'Amburbi (llatí: Amburbium o Amburbiale) era una celebració de l'antiga Roma que consistia en una processó que feia tres voltes completes a la ciutat de Roma (d'aquí el nom, ambi- 'entorn', urb- 'ciutat').
Aquesta festivitat està documentada durant la República, i hi participava el poble amb les diverses classes de sacerdots, encapçalats pel pontífex màxim. La celebració incloïa pregàries intenses un sacrifici de tres animals (un porc, una ovella i un brau: suovitaurília) per la purificació de la ciutat, i equivalia a les Ambarvàlies, que se celebraven fora de la ciutat i tenien la funció de purificar el camp. Generalment, l'Amburbi se celebrava quan apareixien fenòmens estranys o inesperats, o prodigis.